# Bálint Bajner
Bálint Marcel Bajner (* 18. November 1990 in Szombathely) ist ein ungarischer Fußballspieler, der vorrangig als Mittelstürmer eingesetzt wird.

## Karriere

### Vereine
Bajner begann mit dem Fußballspielen in seiner Heimatstadt in der Jugend von Haladás Szombathely, bevor er im Sommer 2005 in die Jugend des FC Sopron wechselte. Dort machte er durch starke Auftritte in den Jugendmannschaften auf sich aufmerksam und galt als großes Talent.
Ab dem Sommer 2006 gehörte er zum Kader der ersten Mannschaft, die in der Nemzeti Bajnokság spielte. Dort wurde Bajner jedoch zunächst nicht berücksichtigt. Erst Anfang April 2007 stand er das erste Mal im Kader. Am 26. Mai 2007, dem 30. und letzten Spieltag der Saison 2006/07, kam Bajner im Alter von sechzehn Jahren, 6 Monaten und 8 Tagen zu seinem Debüt im Profifußball, als er im Auswärtsspiel gegen Debreceni Vasutas SC (1:2) in der 68. Minute für Róbert Feczesin eingewechselt wurde.
Zur Saison 2007/08 wechselte er zum rumänischen Zweitligisten und Aufsteiger CF Liberty Oradea.
Nach einer Saison wurde er für ein Jahr an die Reservemannschaft des englischen Erstligisten West Ham United ausgeliehen, die sich außerdem eine Kaufoption sicherten. Dort erzielte er acht Tore in sechzehn Spielen. Trotzdem verzichtete der Klub auf die Kaufoption und Bajner kehrte im Juli 2009 nach Rumänien zurück.
Ende August 2009 wurde er wieder für ein Jahr in seine Heimat zum Hauptstadtklub Honvéd Budapest verliehen. Dort kam er sowohl in der ersten und zweiten Mannschaft zum Einsatz. Nach der Saison 2008/09 wurde er dann von Honvéd Budapest fest verpflichtet. Dort konnte er sich aber in der nächsten Saison nicht durchsetzen und sein auslaufender Vertrag wurde nicht verlängert.
Im Sommer 2011 wechselte Bajner erneut ins Ausland. Nachdem er zunächst erfolglos ein Probetraining beim deutschen Zweitligisten Hansa Rostock absolvierte, unterschrieb er einen Vertrag beim italienischen Sechstligisten ASD Sulmona Calcio. Dort erzielte er elf Tore in achtzehn Spielen.
Zur Saison 2012/13 kehrte Bajner nach Ungarn zum Erstligisten Bodajk FC Siófok zurück. Dort löste er seinen Vertrag jedoch schon wieder Anfang September 2012 auf, ohne ein Spiel absolviert zu haben.
Ende September 2012 wurde Bajner von der Zweiten Mannschaft des deutschen Meisters und Pokalsiegers Borussia Dortmund, die in der 3. Liga spielt, verpflichtet, wo er zuvor ein Probetraining absolviert hatte. Er unterschrieb einen Vertrag bis zum Saisonende 2012/13. Nachdem er in den ersten acht Spielen für BVB II vier Tore erzielt hatte, wurde sein Vertrag schon im Dezember 2012 vorzeitig um ein Jahr bis Ende Juni 2014 verlängert. Im Januar 2013 durfte er dann im Trainingslager der ersten Mannschaft in La Manga del Mar Menor, Spanien die Vorbereitung auf die Rückrunde 2012/13 mitmachen. Am 24. Februar 2013 bestritt er sein erstes Bundesligaspiel gegen Borussia Mönchengladbach, als er in der 71. Spielminute für Moritz Leitner eingewechselt wurde. Bajner schoss bereits ein Tor im Testspiel gegen den spanischen Drittligisten Albacete, und eines im Spiel „Alle gegen den BVB“.
Nach Auslaufen seines Vertrages unterschrieb Bajner beim englischen Club Ipswich Town, kam dort allerdings nur auf 5 Einsätze. Nach knapp einem halben Jahr folgte der erneute Wechsel zu Notts County innerhalb Englands. Im Jahr 2015 kehrte er dann nach Ungarn zurück und unterschrieb einen Vertrag bei Paksi FC. 
Im August 2016 bestritt Bajner beim deutschen Drittligisten Holstein Kiel ein Probetraining.  Nach einer kurzen Zwischenstation beim FC Modena kehrte Bajner zur U-23 von Borussia Dortmund zurück. Nach 2018 konnte Bajner nur noch kurzzeitig in der Saison 2020/21 beim Pécsi Mecsek FC einen Vertrag erhalten.

### Nationalmannschaft
Bajner spielte bisher nur für die U-19 des Ungarischen Fußballverbandes. Er wurde erstmals im Sommer 2008 nominiert und nahm mit der U-19 an der U-19-Fußball-Europameisterschaft in Tschechien teil. Sein Debüt für die U-19 gab er am 17. Juli 2008 im zweiten Vorrundenspiel gegen die U-19 von Spanien (1:0). Mit der Mannschaft erreichte er das Halbfinale, wo man jedoch mit 0:1 an Italien scheiterte. Insgesamt bestritt er von 2008 bis 2009 acht Spiele für die U-19, in denen er drei Tore erzielte. Diese erzielte er alle innerhalb von sechzehn Minuten im Heimspiel gegen San Marino (6:0) im Oktober 2008.